# Safurdão
Safurdão é uma povoação portuguesa do Município de Pinhel que foi sede da extinta Freguesia de Safurdão, freguesia que tinha 9,72 km² de área e 108 habitantes (2011), e, por isso, uma densidade populacional de 11,1 hab/km².
A Freguesia de Safurdão foi extinta (agregada), pela última Reorganização administrativa do território das freguesias, de acordo com a Lei nº 11-A/2013 de 28 de Janeiro, tendo o seu território sido agregado ao da Freguesia de Atalaia para constituir a União das Freguesias de Atalaia e Safurdão com sede em Safurdão rua do chafariz  n 42.
Tem a curiosidade de se situar no alto de uma colina onde se avistam muitas freguesias de Pinhel e de Almeida. Esta terra tem como símbolo principal um fontanário, construído na primeira metade do século XX.
A sua festa anual realiza-se no primeiro fim de semana de cada mês de Agosto.
Em termos de acessibilidade está a cerca de 6 km de distancia do nó da Auto-Estrada A25, a 20 km de Vilar Formoso e a 18 km da cidade da Guarda.
Era natural desta freguesia o matador de toiros Amadeu dos Anjos (1936 - 2018).

## População
★ Não consta do censo de 1864

| Totais e grupos etários | Totais e grupos etários | Totais e grupos etários | Totais e grupos etários | Totais e grupos etários | Totais e grupos etários | Totais e grupos etários | Totais e grupos etários | Totais e grupos etários | Totais e grupos etários | Totais e grupos etários | Totais e grupos etários | Totais e grupos etários | Totais e grupos etários | Totais e grupos etários | Totais e grupos etários |
| ----------------------- | ----------------------- | ----------------------- | ----------------------- | ----------------------- | ----------------------- | ----------------------- | ----------------------- | ----------------------- | ----------------------- | ----------------------- | ----------------------- | ----------------------- | ----------------------- | ----------------------- | ----------------------- |
|                         | 1864                    | 1878                    | 1890                    | 1900                    | 1911                    | 1920                    | 1930                    | 1940                    | 1950                    | 1960                    | 1970                    | 1981                    | 1991                    | 2001                    | 2011                    |
|                         |                         | 313                     | 321                     | 343                     | 328                     | 255                     | 280                     | 335                     | 363                     | 320                     | 195                     | 193                     | 194                     | 154                     | 108                     |
| i)                      |                         |                         |                         |                         |                         |                         |                         |                         |                         |                         |                         |                         |                         | 13                      | 3                       |
| ii)                     |                         |                         |                         |                         |                         |                         |                         |                         |                         |                         |                         |                         |                         | 23                      | 13                      |
| iii)                    |                         |                         |                         |                         |                         |                         |                         |                         |                         |                         |                         |                         |                         | 66                      | 40                      |
| iv)                     |                         |                         |                         |                         |                         |                         |                         |                         |                         |                         |                         |                         |                         | 52                      | 52                      |

```
i)
 0 aos 14 anos;
 ii)
 15 aos 24 anos; 
iii)
 25 aos 64 anos; 
iv)
 65 e mais anos	
```

## Património
- Igreja Matriz;
- Chafariz Público;
- Casa do Povo;
- Quinta do Abade.